# Otávio Junior
Otávio César de Souza Júnior, més conegut com Otávio Junior   (Rio de Janeiro, 1983), és un escriptor, actor, narrador i productor teatral brasiler, que es va fer conegut per l'obertura de la primera biblioteca de les faveles del Complexo do Alemão i da Penha, a Rio de Janeiro.

## Premis i reconeixements
- 2012 - Premi Madre Teresa de Calcuta 2012, per al servei a la comunitat[3]
- 2008 - Premi Faz Diferença, del diari O Globo[4]